# 岡崎市立常磐中学校
岡崎市立常磐中学校（おかざきしりつ ときわちゅうがっこう）は、愛知県岡崎市滝町にある公立中学校。

## 概要
第二次世界大戦後の学制改革により開校した中学校で、周囲には山が広がっている。

### 生徒・学級数
生徒数は年々増加傾向にある。
| 年度     | 調査日       | 生徒数 | 通常学級 | 特別支援学級 |
| -------- | ------------ | ------ | -------- | ------------ |
| 2013年度 | 2013年4月8日 | 188人  | 6        | 2            |
| 2014年度 | 2014年5月1日 | 201人  | 6        | 2            |
| 2015年度 | 2015年5月1日 | 202人  | 7        | 2            |
| 2016年度 | 2016年5月1日 | 205人  | 6        | 2            |
| 2017年度 | 2017年5月1日 | 209人  | 7        | 3            |
| 2018年度 | 2018年5月1日 | 229人  | 8        | 3            |
| 2019年度 | 2019年5月1日 | 226人  | 7        | 3            |
| 2020年度 | 2020年5月1日 | 226人  | 7        | 3            |
| 2021年度 | 2021年5月1日 | 238人  | 7        | 3            |
| 2022年度 | 2022年5月1日 | 260人  | 8        | 4            |

### 校歌
後藤善平が作詞を、鳥山幸夫が作曲を手掛けた。

## 沿革
- 1947年（昭和22年）4月 - 常磐村立常磐中学校として開校。常磐小学校を仮校舎とする[1][2]。
- 1949年（昭和24年）- 現在地に移転。
- 1954年（昭和29年）- PTAや生徒らの奉仕作業で数年を要した亭の山除去による校庭拡張工事が完了[13]。
- 1955年（昭和30年）2月1日 - 町村合併に伴い、「岡崎市立常磐中学校」に改称。
- 2013年（平成25年） - ユネスコスクールに加盟[14]。

## 学校活動
主な行事は以下の通りである。
1学期
- 4月 - 入学式、始業式、退任式、全国学力学習状況調査[16]、岡崎学力検査（3年生）
- 5月 - 生徒総会、岡崎市中学校総合体育大会、1学期中間テスト
- 6月 - 修学旅行（3年生）、職場体験学習（2年生）、誠心の会、1学期期末テスト
- 7月 - 岡崎市中学校市長杯総合体育大会、終業式（夏季休業）

2学期
- 8月 - 始業式、ふれあい教室
- 9月 - 岡崎学力検査（2年生）、課題確認テスト（1・3年生）、岡崎市民陸上競技選手権大会、体育大会
- 10月 - 岡崎学力検査（3年生）、キッズデイズ新人戦、2学期中間テスト、岡崎のハーモニー（音楽会）
- 11月 - 文化祭、2学期期末テスト
- 12月 - 岡崎学力検査（3年生）、長距離走大会、終業式（冬期休業）

3学期
- 1月 - 始業式、総合テスト（3年生）、岡崎学力検査（1・2年生）、私立推薦入試、スキー学習（2年生）、私立一般入試
- 2月 - 公立推薦入試、学年末テスト（1・2年生）、公立一般入試、卒業を祝う会
- 3月 - 同窓会入会式、卒業式、修了式（学年末休業）

## 部活動

### 運動部
- 陸上部
- バレーボール部
- ソフトテニス部
- 剣道部
- 卓球部

### 文化部
- 文化部

出典：

## 学区
進学前小学校の学区と同一。
- 岡崎市
  - 滝町、岩中町、田口町、板田町、大井野町、安戸町、蔵次町、大柳町、新居町、小丸町、米河内町
  - 真伝町（一部）
  - 箱柳町（一部）

## アクセス

### バス
名鉄バス
- 「滝山寺下」バス停から徒歩で4分
- 「大井野口」バス停から徒歩で6分

### 鉄道
- 名鉄 名古屋本線
  - 東岡崎駅から車で約20分
- 愛知環状鉄道 愛知環状鉄道線
  - 大門駅から車で約15分
  - 北岡崎駅から車で約20分

## 出身者
- 中根康浩 - 元衆議院議員、元岡崎市長。
- 鷲見知彦 - 元陸上選手、第80回箱根駅伝1区、第83回箱根駅伝7区区間賞。